# Youtoo TV
Youtoo TV, ранее известное как American Life TV Network (ALN) Goodlife TV Network, и Nostalgia Television — американский кабельный телеканал, запущенный 1 мая 1985 года. Заявляет, что имеет более чем 15 млн абонентов по всей территории США. Телесеть заключила контракт на услуги VOD с TVN Entertainment Corporation, заполучив до 20 часов эфирного времени в месяц для более чем 100 кабельных филиалов кабельного телевидения.

## Справочная информация
ALN принадлежал Движению Объединения с 2001 по 2009 год. В 2001 году ALN вещал голливудский фильм, финансированный Движением Объединения Инчхон (фильм). В 2007 году сеть вещала документальный фильм Джорджа Клуни Путешествие в Дарфуре. Он выпустил фильм на DVD в 2008 году и объявил, что выручка от её продажи будет пожертвована благотворительному Международному комитету спасения в знак признания его гуманитарных усилий в Дарфуре.
В мае 2009 года сеть была приобретена телепроповедником Робертом А. Шуллером, сыном основателя Хрустального собора Роберта Х. Шуллера. Шуллер сообщил, что сеть будет сосредоточиваться на «семейных ценностях, имеющих отношение ко всем поколениям». 29 ноября на ALN была впервые показана новая программа Шуллера Повседневная жизнь.
Крис Уайт, генеральный директор компании и основатель религиозного сайта Godtube.сom, прокомментировал: «Мы не создаем ещё один религиозный телеканал, а скорее создаем ориентированный на семейные ценности телеканал. Мы постучались в двери рынка, которому не доставало надлежащего обслуживания, и имеем возможность со временем увеличить охват на более чем 40 миллионов домов.»
С 1 декабря 2009 года, ALN объявила, что она начнет трансляцию серий Мировой лиги боевых искусств с Чаком Норрисом.

## Ре-бренд
27 сентября 2011 года, ALN был переименован в Youtoo TV с акцентом на мобильные устройства, начиная с этой даты, все ссылки на веб-сайт перенаправляются на страницу, приглашает зрителей подписаться на новую услугу в youtoo.com. Среди «ретро»-вещания, оставшегося в программе передач, имеются Бэтмен (телесериал), Зелёный Шершень, и Секретные материалы.
Руководители Youtoo заявляют, что телевидение выступает в качестве общественного телевидения, позволяя зрителям участвовать в телевизионном программировании с использованием персональных электронных устройств. Интерактивные функции включают возможность для зрителей создавать и выкладывать в эфир 15-секундные видеоролики под названием «Секунды славы», комментируя различные темы или делая предложение любимому человеку, которые выходят тут же в эфир.